# Ruth L. Bennett
Ruth L. Bennett (Summerville, 21 giugno 1866 – Chester, 24 febbraio 1947) è stata un'attivista e riformista sociale statunitense, fondatrice di club femminili e prima presidente della sezione di Chester, Pennsylvania, della National Association for the Advancement of Colored People. Fondò il Ruth L. Bennett Improvement Club, la Ruth L. Bennett Community House for Colored Women and Girls e il Wilson Nursery per aiutare le donne nere immigrate dal sud degli Stati Uniti che si erano trasferite a Chester nell'ambito della Grande migrazione afroamericana. Fu presidente della Pennsylvania State Federation of Negro Women's Clubs. La Ruth L. Bennett House, il complesso di case popolari Ruth L. Bennett Homes e la Ruth Bennett Community Farm di Chester prendono il nome da lei.

## Primi anni di vita
La Bennett nacque in Alabama il 21 giugno 1866 e si trasferì a Chester, in Pennsylvania, nel 1914 con il marito, il reverendo R.J. Bennett. Il reverendo predicava alla Chiesa Battista del Calvario nella zona ovest di Chester.

## Carriera

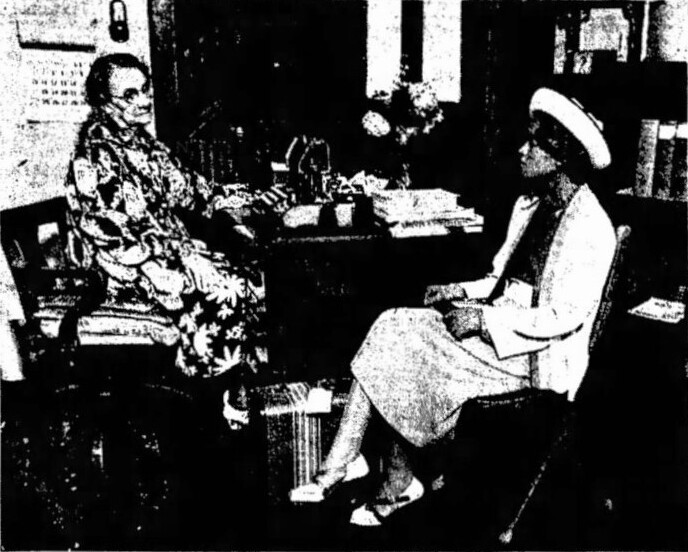
La Bennett (a sinistra) dirigeva il Ruth L. Bennett Improvement Club nel 1938

Durante la Grande Migrazione, migliaia di neri del Sud emigrarono a Chester, in Pennsylvania, in cerca di un lavoro con un buon salario e per sfuggire alla segregazione razziale e alla discriminazione del Sud. Molti di questi migranti erano giovani donne, separate dalle loro famiglie, senza lavoro e senza un posto dove stare. La Bennett sostenne queste donne con la creazione del Ruth L. Bennett Improvement Club, che si occupava di provvedere all'abbigliamento e alle prescrizioni religiose, oltre che di impartire lezioni di cucina, sartoria e igiene.
Nel 1910 divenne il primo presidente della sezione di Chester della NAACP. Il primo incontro dell'organizzazione si tenne presso la Ruth L. Bennett Home for Women.
Nel 1915 divenne presidente della Pennsylvania State Federation of Negro Women's Clubs che aveva sedi a Filadelfia, Coatesville, West Chester e in altre parti dello stato.
Nel 1918 il club aprì la Ruth Bennett Community House for Colored Women and Girls per il ricovero e la cura delle donne migranti. Nel 1925 aprì il Wilson Nursery che offriva alloggio agli orfani.
Nel 1940 la Bennett House aveva dato rifugio a oltre 2.000 donne e ragazze nere in difficoltà.

## Morte ed eredità
La Bennett morì a Chester il 24 febbraio 1947 e fu sepolta nel Cimitero di Eden situato a Collingdale, in Pennsylvania.
La Ruth L. Bennett House e il complesso di 260 unità abitative Ruth L. Bennett Homes, costruito nel 1952, sono stati ribattezzati in suo onore. La Ruth L. Bennett Community Farm è una azienda educativa e un centro ambientale che opera su 2 acri presso le Ruth L. Bennett Homes a Chester.

## Galleria d'immagini

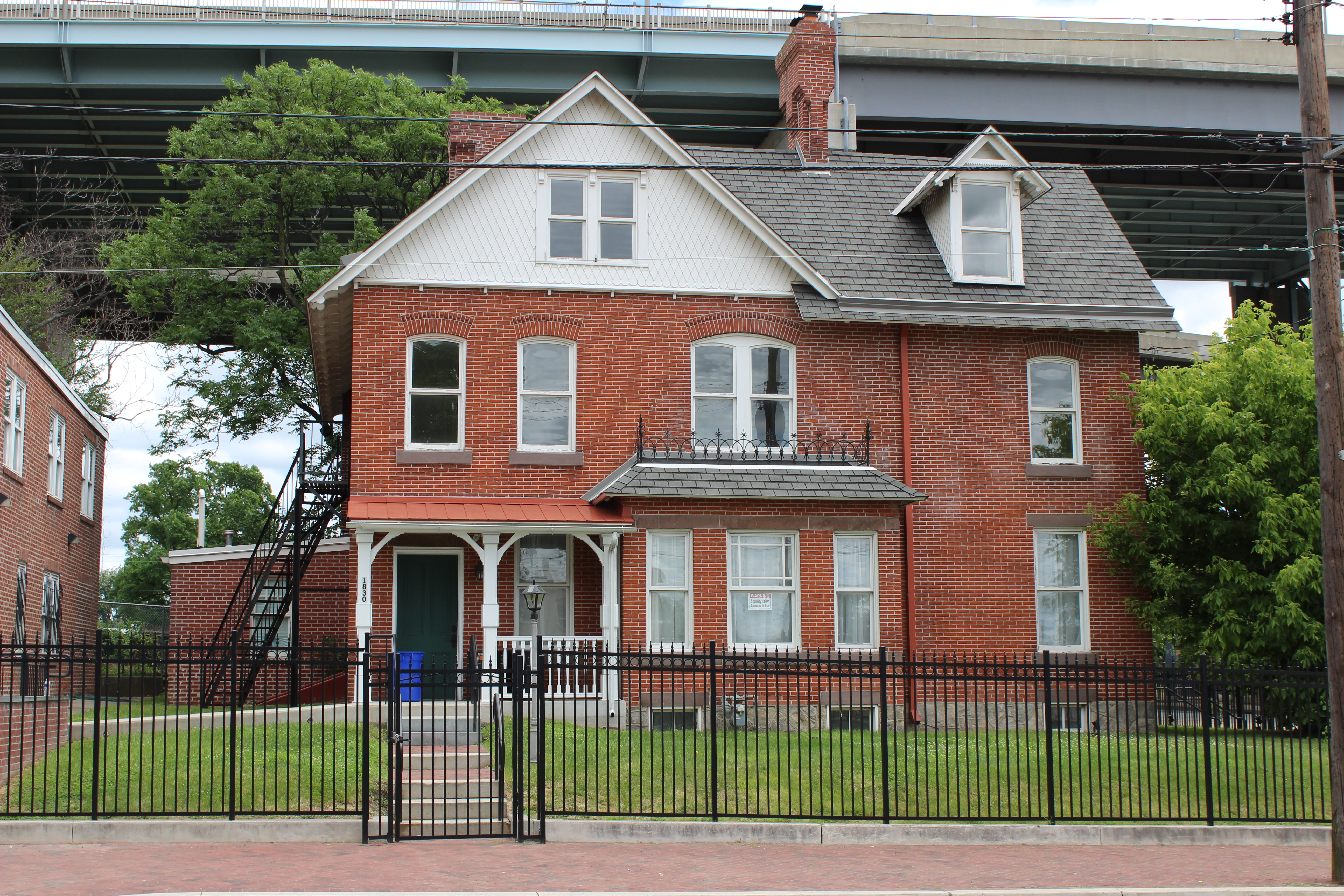
Casa Ruth L. Bennett
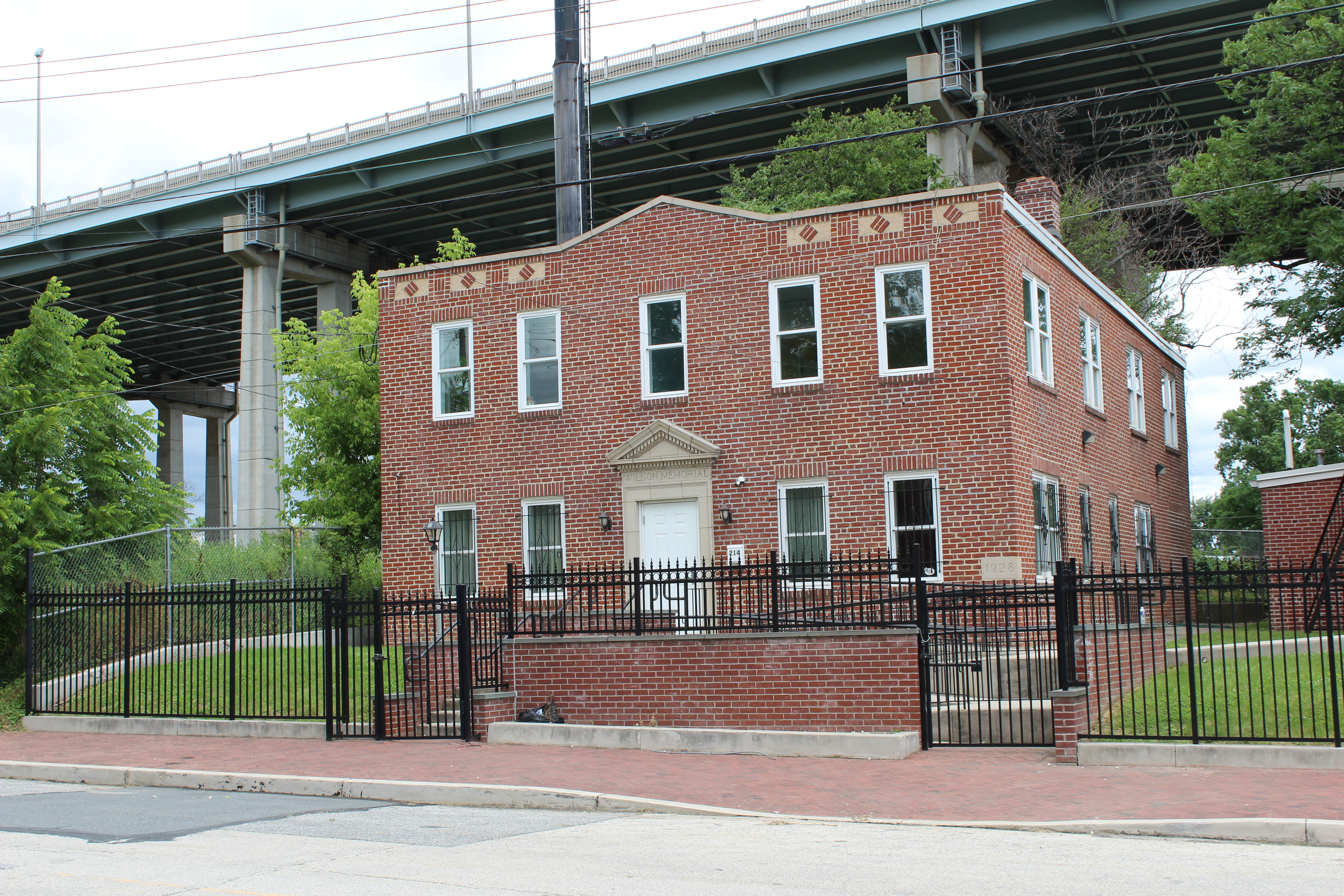
Asilo Wilson accanto alla Casa di Ruth L. Bennett
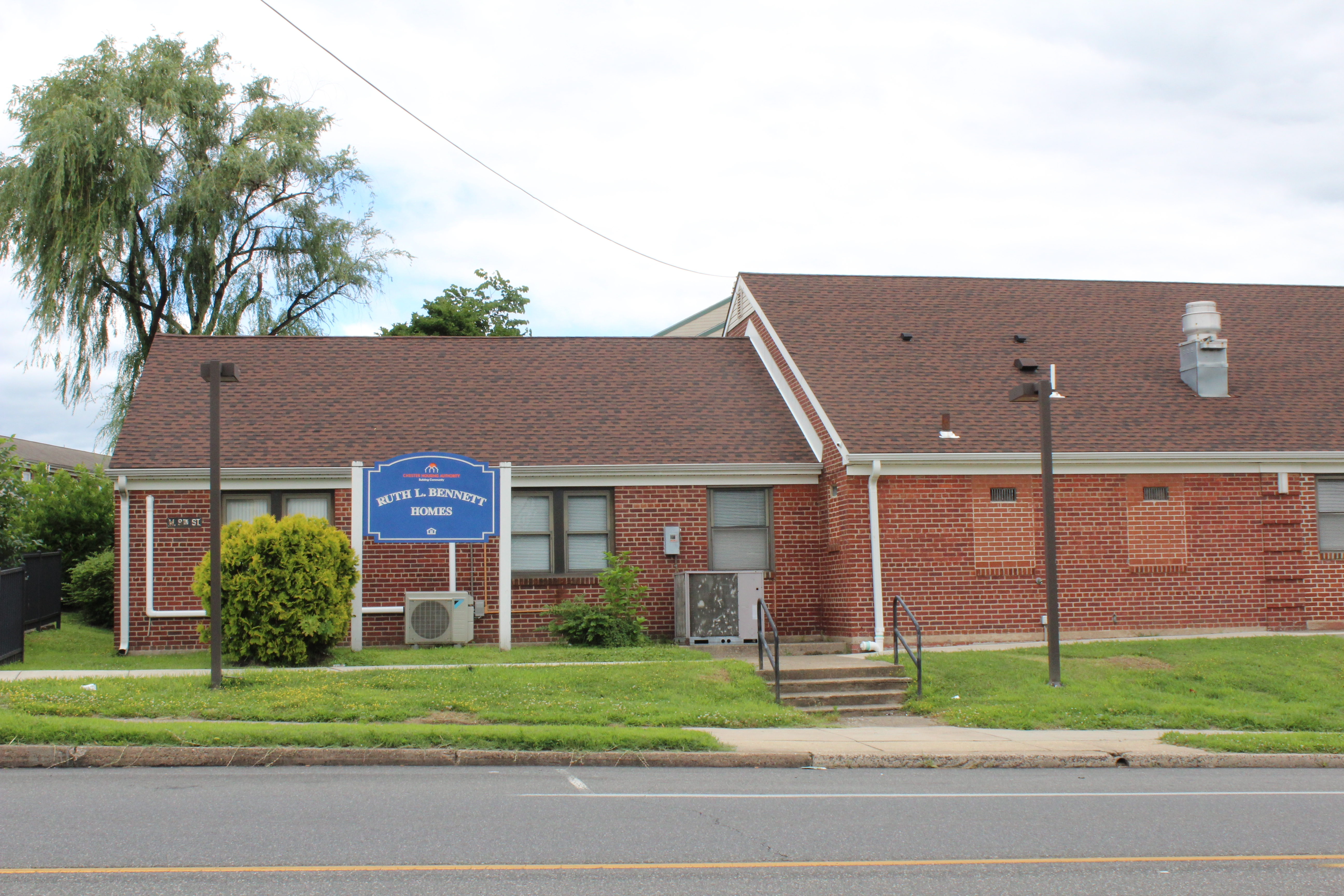
Cartello per il complesso di edilizia residenziale pubblica Ruth L. Bennett Homes
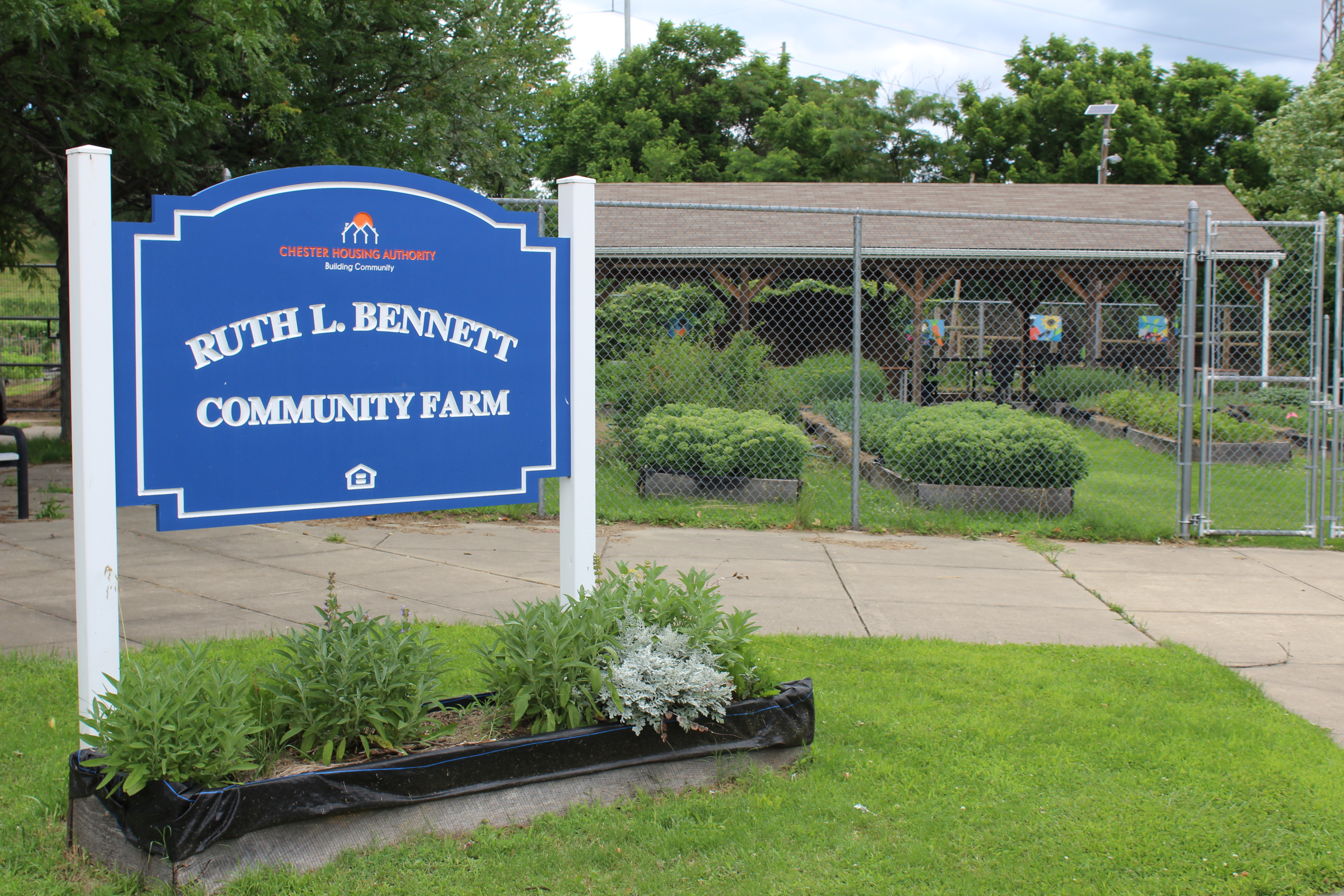
Fattoria comunitaria Ruth L. Bennett